# Ваши права?
«Ваши права?» — советский молодёжный художественный телефильм, снятый в 1974 году режиссёром Инессой Селезнёвой. Первая роль в кино Леонида Ярмольника.

## Сюжет
Четверо подростков с одного двора находятся под влиянием их старшего приятеля Андрея Прудникова, который недавно научился водить автомобиль, но ещё не имеет водительских прав. Друзья отправляются в загородную поездку, используя при этом чужой автомобиль — ВАЗ-2103. Путешествуя по Подмосковью, друзья совершают немало противоправных действий. Через некоторое время они убеждаются в цинизме и трусости своего лидера и решаются освободиться от его влияния.

## В ролях
- Евгений Лебедев — Женя Гайворонский
- Пётр Павлов — Миша Малик
- Виктор Сорокин — Валерий Ушаков
- Юрий Шлыков — Андрей Прудников
- Юрий Кузьменко — Лёша Корнеев, «Корней»
- Леонид Кулагин — Олег Петрович Малик, отец Миши
- Нина Меньшикова — Светлана Глебовна, инспектор детской комнаты милиции
- Всеволод Шестаков — писатель
- Антонина Шуранова — Валерия Алексеевна Голубцова, мать Миши Малика
- Майя Булгакова — режиссёр в сельском клубе
- Мария Виноградова — Ксения Михайловна Лодочкина, учительница
- Лилия Гриценко — Маргарита Карловна, учительница
- Людмила Иванова — жительница села, хозяйка козы
- Любовь Калюжная — покупательница в магазине[источник не указан 1247 дней]
- Наталья Крачковская — продавщица в магазине
- Константин Тыртов — председатель колхоза[источник не указан 1247 дней]
- Наталья Швец — Юлька[источник не указан 1247 дней]
- Алексей Мокроусов — Юлькин парень[источник не указан 1247 дней]
- Елена Фетисенко — «Джульетта»[источник не указан 1247 дней]
- Леонид Ярмольник — Митя-«Ромео»

## Съёмочная группа
- Авторы сценария: Георгий Полонский, Аркадий Ставицкий
- Режиссёр: Инесса Селезнёва
- Оператор: Владимир Ошеров
- Композитор: Эдуард Артемьев
- Текст песен: Михаила Танича